# Fraternity Records
Fraternity Records war eine US-amerikanische Plattenfirma, die zwischen 1954 und 2008 bestand. Sie war in Cincinnati, Ohio ansässig. Anschließend wurde die Firma von dem Unternehmen Undercover Brother Entertainment auf Long Island übernommen.

## Geschichte
Die Plattenfirma wurde 1954 in Cincinnati von dem Komponisten und Orchesterleiter Harry Carlson gegründet, als dieser bereits 50 Jahre alt war. Mit Fraternity wollte er Popmusik und Jazz produzieren und sich damit von der ebenfalls in Cincinnati ansässigen Plattenfirma King Records abgrenzen, die sich auf Country-Musik und Blues spezialisiert hatte. Als Manager setzte er seinen Bruder Paul Carlson ein.
Die ersten Single-Schallplatten waren erfolglose Aufnahmen mit dem bisher unbekannten Sänger Dick Noel. Auch in den folgenden Jahren hielt man Noel fest, obwohl es keine seiner Platten in die Billboard-Hot 100 schaffte. Es dauerte zwei Jahre, ehe eine Fraternity-Platte von Fraternity vom US-Musikmagazin Billbord bewertet wurde. Anfang 1956 wurde mit der jungen Sängerin Cathy Carr der Titel Ivory Tower aufgenommen, der es bei den Hot 100 bis Platz 2 schaffte. Es war Carrs dritte Fraternity-Single, nachdem sie 1955 von der Plattenfirma Coral Records zu Fraternity gewechselt war. Auch der Nachfolgetitel Heart Hideaway kam in die Hot-100, wo er Platz 67 erreichte. Sie nahm insgesamt neun Singles bei Fraternity auf, danach ging sie 1958 zu Roulette Records.
Ebenfalls 1956 gelang es, den seit den 1930er Jahren erfolgreichen Orchesterleiter Jimmy Dorsey unter Vertrag zu nehmen. Mit dem Titel So Rare, Dorseys erste Produktion bei Fraternity, gelang 1957 erneut ein Spitzenerfolg, das Rhythm-and-Blues-Instrumentalstück erreichte ebenfalls den zweiten Platz. Auch Dorsey Nachfolgeplatte verkaufte sich gut, denn gleich beide Seiten mit den Instrumentals June Night und Jay-Dee's Boogie Woogie kamen in die Hot 100 (21./77.). Es war ein schwerer Verlust für Fraternity, als Dorsey noch 1957 an Kehlkopfkrebs starb.
1958 wurde der Countrysänger Bobby Bare unter Vertrag genommen. Mit seiner ersten Produktion gab es diverse Schwierigkeiten, da er zum einen auch noch bei Capitol Records unter Vertrag stand und zum anderen,  weil er noch während der Bearbeitung des Titels The All American Boy zur Armee eingezogen wurde. Fraternity ließ im Oktober 1958 die Demoversion von Bare unter dem Namen des völlig unbekannten Sängers Bill Parsons veröffentlichen, der nur die B-Seite der Single tatsächlich besang. The All American Boy wurden von Billboard in die Hot 100 aufgenommen und stieg dort bis Platz 2 auf, stets unter dem Namen Bill Parsons, obwohl Fraternity bereits im November 1958 unter derselben Katalog-Nummer (835) eine neue Pressung vorgenommen hatte, mit Bobby Bare als Interpret von All American Boy und der ursprünglichen B-Seite mit Bill Parsons. Von Bobby Bare erschienen bis 1961 weitere acht Singles, die jedoch ebenso erfolglos blieben wie die zwei Singles, die noch mit der originalen Stimme von Bill Parsons herausgebracht wurden. Bare wechselte 1962 zu RCA Victor.
In den Jahren 1959 bis 1962 konnte Fraternity keine Produktionen in den Hot 100 platzieren. Dies gelang erst wieder mit der Verpflichtung des Gitarristen Lonnie Mack und dessen Debütsingle mit der Gitarrenversion der Chuck-Berry-Komposition Memphis. Diese stieg in den Hot 100 bis zum fünften Platz auf. Bis 1965 erreichten drei weitere Aufnahmen mit Lonnie Mack Notierungen in den Hot 100. Anschließend dauerte es erneut über ein Jahr, bis wieder Fraternity-Produktionen zu Erfolg kamen. 1967 war es die am Firmensitz Cincinnati beheimatete Rock-Gruppe The Casinos, die mit zwei Titeln von Billboard berücksichtigt wurde. Schon seit 1965 unter Vertrag kamen sie im Januar 1967 mit ihrem Song Then You Can Tell Me Goodbye auf Platz 6 der Hot 100, drei Monate später erreichte It's All Over Platz 65.
Es war der letzte Hot-100-Erfolg für Fraternity. Nach mehr als 100 Singlepressungen und annähernd zwanzig produzierten Langspielplatten verkaufte Harry Carlson die Plattenfirma 1975 für 25.000 Dollar an den Entertainer Shad O’Shea aus Cincinnati. Er nutzte Fraternity unter anderem auch, um seine eigenen Platten zu vermarkten. Unter seiner Ägide konnten Fraternity-Platten keine Erfolge mehr erzielen. 2008 verkaufte O’Shea das Label Fraternity an Victor Piagneri mit der Auflage, die Marke weiterzuführen. Piagneri, Inhaber der Firma Undercover Brother Entertainment auf Long Island fasste Fraternity mit einer Reihe weiterer Labels unter Fraternity Music Group zusammen. Unter dem Label Fraternity wurden weiter Platten produziert. Die letzte bekannt gewordene Produktion ist die Vinyl-Single Doon-Chang / Gee, How I Miss You mit den 4 Jades, Katalog-Nr. F 4502 aus dem Jahre 2012. Das Plattenetikett trägt immer noch das 1955 eingeführte Fraternity-Logo.

## Titel in den Hot 100
| Eintritt | Titel                        | Interpreten               | Katalog-Nr. | Platz |
| -------- | ---------------------------- | ------------------------- | ----------- | ----- |
| 03.1956  | Ivory Tower                  | Cathy Carr                | 734         | 02.   |
| 07.1956  | Heart Hideaway               | Cathy Carr                | 743         | 67.   |
| 02.1957  | So Rare                      | Jimmy Dorsey              | 755         | 02.   |
| 08.1957  | June Night                   | Jimmy Dorsey              | 777         | 21.   |
| 08.1957  | Jay-Dee's Boogie Woogie      | Jimmy Dorsey              | 777         | 77.   |
| 12.1958  | The All American Boy         | Bill Parsons (Bobby Bare) | 835         | 02.   |
| 06.1963  | Memphis                      | Lonnie Mack               | 906         | 05.   |
| 08.1963  | Wham!                        | Lonnie Mack               | 912         | 24.   |
| 11.1963  | Baby, What's Wrong           | Lonnie Mack               | 918         | 93.   |
| 10.1965  | Honky Tonk '65               | Lonnie Mack               | 951         | 78.   |
| 01.1967  | Then You Can Tell Me Goodbye | The Casinos               | 977         | 06.   |
| 04.1967  | It's All Over by The Casinos | The Casinos               | 985         | 65.   |

## Sänger mit den meisten Singles
- Lonnie Mack (18)
- The Casinos (12)
- Bobby Bare (10)
- Mouse and the Traps (10)
- Dick Noel (10)
- Cathy Carr (9)
- Albert Washington (9)
- Dan Belloc (7)
- John Gary (7)
- Jack Larson (5)
- The Charmaines (5)

## Langspielplatten
| Interpreten                  | Titel                                    | Katalog-Nr. | Jahr |
| ---------------------------- | ---------------------------------------- | ----------- | ---- |
| Jerri Winters                | Winter's Here                            | 1001        | 1955 |
| Tommy Wolf                   | Wolf At Your Door                        | 1002        | 1956 |
| Margie Meinert               | Organ Moods in the Margie Meinert Manner | 1003        | 1956 |
| Dan Belloc                   | Dapper Dan Swings                        | 1004        | 1956 |
| Cathy Carr                   | Ivory Tower                              | 1005        | 1957 |
| Gene Austin                  | and His Lonesome Road                    | 1006        | 1957 |
| Margie Meinert               | Crazy Calliope Music                     | 1007        | 1957 |
| Jimmy Dosey                  | The Fabulous Jimmy Dorsey                | 1008        | 1957 |
| Margie Meinert               | Magnificence                             | 1009        | 1958 |
| Tommy Wolf                   | Spring Can Really Hang You Up The Most   | 1010        | 1958 |
| Herbie Fields                | Fields In Clover                         | 1011        | 1959 |
| Dale Stevens & Jack Clements | The Weird And The Beard                  | 1012        | 1961 |
| Lonnie Mack                  | The Wham Of That Memphis Man!            | 1014        | 1963 |
| Ronnie Speeks                | Specially For You                        | 1015        |      |
| John Gary                    | Collector's Items                        | 1016        |      |
| Cal Starr & Guitar           | In Nashville (Music City U.S.A.)         | 1018        |      |
| Casinos                      | Then You Can Tell Me Goodbye             | 1019        | 1967 |
| Joey Welz                    | American Made Rock and Roll              | 1028        |      |